# Język ngaju
Język ngaju, także: ngaju dayak, dayak ngaju – język austronezyjski używany w prowincji Borneo Środkowe w Indonezji. Według danych z 2003 r. posługuje się nim 890 tys. osób. Służy jako lokalny język handlowy i lingua franca. 
Dzieli się na dialekty: ba’amang (bara-bare, sampit), kahayan, kahayan kapuas, katingan ngaju, katingan ngawa, mantangai (oloh mangtangai), pulopetak.
Należy do najlepiej poznanych języków wyspy Borneo. Wczesne badania nad językiem ngaju prowadził misjonarz August Hardeland, autor opracowania gramatycznego (1858) i słownika (1859). Jest nauczany w szkołach podstawowych. W piśmie stosuje się alfabet łaciński. 